# Robin Hood (videogioco 1983)
Robin Hood è un videogioco d'azione con Robin Hood come protagonista, pubblicato nel 1983-1984 per Atari 2600, ColecoVision, Commodore 64 e Commodore VIC-20 dalla Xonox, una divisione statunitense della K-tel. Le versioni Atari, ColecoVision e VIC-20 uscirono anche in cartucce Double-ender a doppio connettore, in coppia con Sir Lancelot. La versione Commodore 64 uscì soltanto in questa abbinata, ma su disco.

## Modalità di gioco
Il giocatore controlla Robin e deve raggiungere e liberare Lady Marian, prigioniera nel castello dello Sceriffo di Nottingham, attraversando tre o quattro livelli a seconda della versione. Tutti i livelli hanno visuale a schermo fisso, dove Robin può muoversi in due dimensioni.
1. Ai margini della foresta, Robin subisce un'imboscata dalle guardie dello sceriffo, che entrano in scena un po' alla volta. Questa fase è uno sparatutto con arco e frecce e si deve eliminare un certo numero di guardie, anch'esse armate di frecce oltre a essere letali in caso di contatto. Su ColecoVision e Commodore 64 si può sparare in tutte le otto direzioni, mentre negli altri casi solo in orizzontale; su Commodore 64 inoltre è presente un contenitore dove si possono ricaricare le frecce quando sono esaurite.
2. Questa fase è presente solo su ColecoVision e Commodore 64. Si devono eliminare altre guardie che pattugliano un prato, ma stavolta sia Robin sia i nemici sono armati di spada e si possono effettuare diversi tipi di colpi.
3. Fase simile alla prima, ma ambientata all'esterno del castello nemico. Su ColecoVision e Commodore 64 ci sono anche guardie che si affacciano dagli spalti del castello e sono queste l'obiettivo primario da colpire.
4. All'interno del castello, Robin deve trovare sia Marian sia l'oro dello sceriffo, aprendo una serie di porte disposte su più piani con scalinate. Le porte sbagliate possono liberare guardie che è necessario schivare, poiché in questa fase Robin non ha armi.

Si ricomincia quindi dal primo livello a difficoltà aumentata. Anche la difficoltà di partenza può essere impostata a inizio partita.